# Richard G. Davis
| Entdeckte Asteroiden: 4 | Entdeckte Asteroiden: 4 |
| ----------------------- | ----------------------- |
| Nummer und Name         | Entdeckungsdatum        |
| (8722) Schirra          | 19. August 1995         |
| (25242) 1998 UH15       | 20. Oktober 1996        |
| (31059) 1996 TQ5        | 1. Oktober 1996         |
| (47070) 1998 XF77       | 15. Dezember 1996       |

Richard G. Davis ist ein US-amerikanischer Astronom und Asteroidenentdecker, der an der Sternwarte der Universität von Granville in Ohio arbeitet.
Er entdeckte zwischen 1995 und 1996 insgesamt vier Asteroiden.